# Wade in the Water

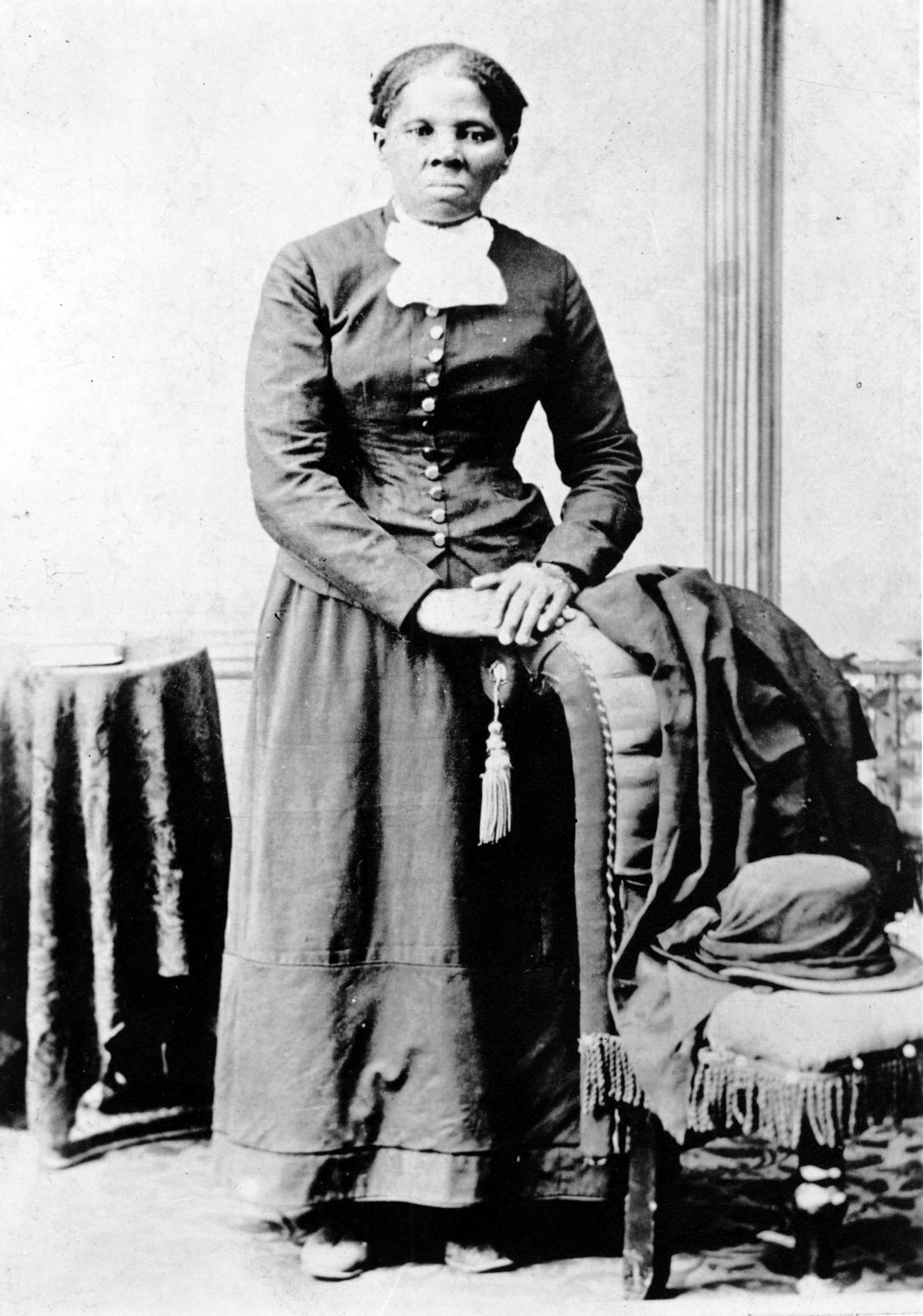
File:Harriet Tubman

A Wade in the Water egy afroameriai spirituálé.
Harriet Tubman szerint a „Wade in the Water” című dal azt énekli meg, hogy a menekülő rabszolgák menjenek be a folyóban a rabszolgavadászok elől, hogy a kutyák veszítsék el a nyomukat.
Harriet Tubman talán a legismertebb a „Underground Railroad” személy volt. Tíz év alatt tizenkilenc utat tett meg az amerikai Délről, és több mint 300 rabszolgát vezetett át a szabadságba.

## Híres felvételek
- 1939: The Charioteers
- 1946: Golden Gate Quartet
- 1954: Odetta
- 1958: Joe Hickerson
- 1960: Ella Jenkins
- 1960: Johnny Griffin
- 1961: Bob Dylan
- 1963: Judy Henske
- 1965: The Graham Bond Organization
- 1965: The Staple Singers
- 1966: Ramsey Lewis Trio
- 1966: Marlena Shaw
- 1967: Herb Alpert
- 1967: Billy Preston
- 1968: Big Mama Thornton
- 1968: Harvey Mandel
- 1969: The Chambers Brothers
- 1971: Alex Harvey
- 1972: Peter Herbolzheimer
- 1972: Ellen McIlwaine
- 1997: Eva Cassidy
- 2000: Mary Mary[2]
- 2002: Moses Hogan
- 2003: Charlie Hunter Quintet
- 2008: Mavis Staples
- 2010: Patty Griffin
- 2011: Cerys Matthews
- 2012: Susan Tedeschi
- 2014: Elephant Revival & Leyla McCalla
- 2016: PJ Harvey
- 2022: Joanna Jones[3]
- (?): Nina Simone
- (?): Ray Charles

## Filmek
- https://en.wikipedia.org/wiki/Wade_in_the_Water_(film)
- https://en.wikipedia.org/wiki/Wade_in_the_Water_(album)